# Liste de musées en Côte d'Ivoire
La liste des musées de la Côte d'Ivoire est relative à l'ensemble des galeries et conservatoire publics et privés. Les musées jouent un rôle clé dans la valorisation du patrimoine et la diffusion de la culture. Cette sélection présente des établissements variés, chacun contribuant à faire découvrir, comprendre et transmettre les richesses et en particulier  ceux de la Côte d'Ivoire.
Nota Bene: La liste des musées de la Côte d'Ivoire se trouvant sur ce site n'est exhaustive.

## Musées Publics
| Désignation                                      | Type             | Localité           | Date de création |
| ------------------------------------------------ | ---------------- | ------------------ | ---------------- |
| Musée des Civilisations de Côte d'Ivoire         | Ethnographique   | Abidjan ( Plateau) | 1942,            |
| Musée Charles Combes                             | Art Contemporain | Bingerville        | 1974             |
| Musée des Cultures contemporaines Adama Toungara | Art contemporain | Abobo              | 2020,            |
| Musée National du costume de Grand-Bassam        | Musée d'histoire | Grand-Bassam       | 1981,            |
| Musée régional péléforo Gbon Coulibaly           | ethnographique   | korhogo            | 1992             |
| Musée Jean-Marie Adiaffi                         | Art              | Abengourou         | 2014             |

## Musées Privés
| Désignation                      | Type                              | Localité             | Date de création |
| -------------------------------- | --------------------------------- | -------------------- | ---------------- |
| Musée des attributs royaux       | Ethnographique                    | Abengourou           | 1883             |
| Musée du village KIYI            | Ethnographique/ Art contemporain  | Cocody               | 1989             |
| Musée Binkadissou                | Ethnographique / Art contemporain | Cocody               | 2000             |
| Musée du prophète Kouamé Raphaël |                                   | Vavoua (Aledjelekro) | 1978             |
| Musée communautaire Binger       |                                   | Zaranou              | 1968             |
| Musée Don Bosco                  | Ethnologique                      | Duekoué              | 1984             |
| Musée des Armées                 |                                   | Abidjan ( Plateau)   | 1992             |
| Musée Anianba                    |                                   | Assinie              | 2012             |

## Galerie
| Désignation          | Localité         | Date de Création |
| -------------------- | ---------------- | ---------------- |
| LouiSimone Guirandou | Abidjan          | 2015             |
| Cécile Fakhoury      | Abidjan          | 2012             |
| Eureka               | Abidjan          | 2007             |
| Fondation Donwahi    | Abidjan          | 2008             |
| Tetchi               | Abidjan (Rivera) | 2024             |